# Поличник
Поличник је насељено место и седиште општине у Задарској жупанији, Република Хрватска.

## Историја
Некада православно село покатоличио је нински бискуп Јурај Парчић (1658–1703). До територијалне реорганизације у Хрватској налазио се у саставу бивше велике општине Задар.

## Становништво
На попису становништва 2011. године, општина Поличник је имала 4.469 становника, од чега у самом Поличнику 1.035.

## Попис 1991.
На попису становништва 1991. године, насељено место Поличник је имало 1.690 становника, следећег националног састава:
| Попис 1991.‍   | Попис 1991.‍  | Попис 1991.‍ | Попис 1991.‍ | Попис 1991.‍ |
| ------------- | ------------ | ----------- | ----------- | ----------- |
|               |              |             |             |             |
| Хрвати        | Хрвати       |             | 1.670       | 98,81%      |
| Муслимани     | Муслимани    |             | 2           | 0,11%       |
| Немци         | Немци        |             | 1           | 0,05%       |
| Словенци      | Словенци     |             | 1           | 0,05%       |
| Срби          | Срби         |             | 1           | 0,05%       |
| остали        | остали       |             | 4           | 0,23%       |
| неопредељени  | неопредељени |             | 1           | 0,05%       |
| непознато     | непознато    |             | 10          | 0,59%       |
| укупно: 1.690 |              |             |             |             |